# Jakob Glasner

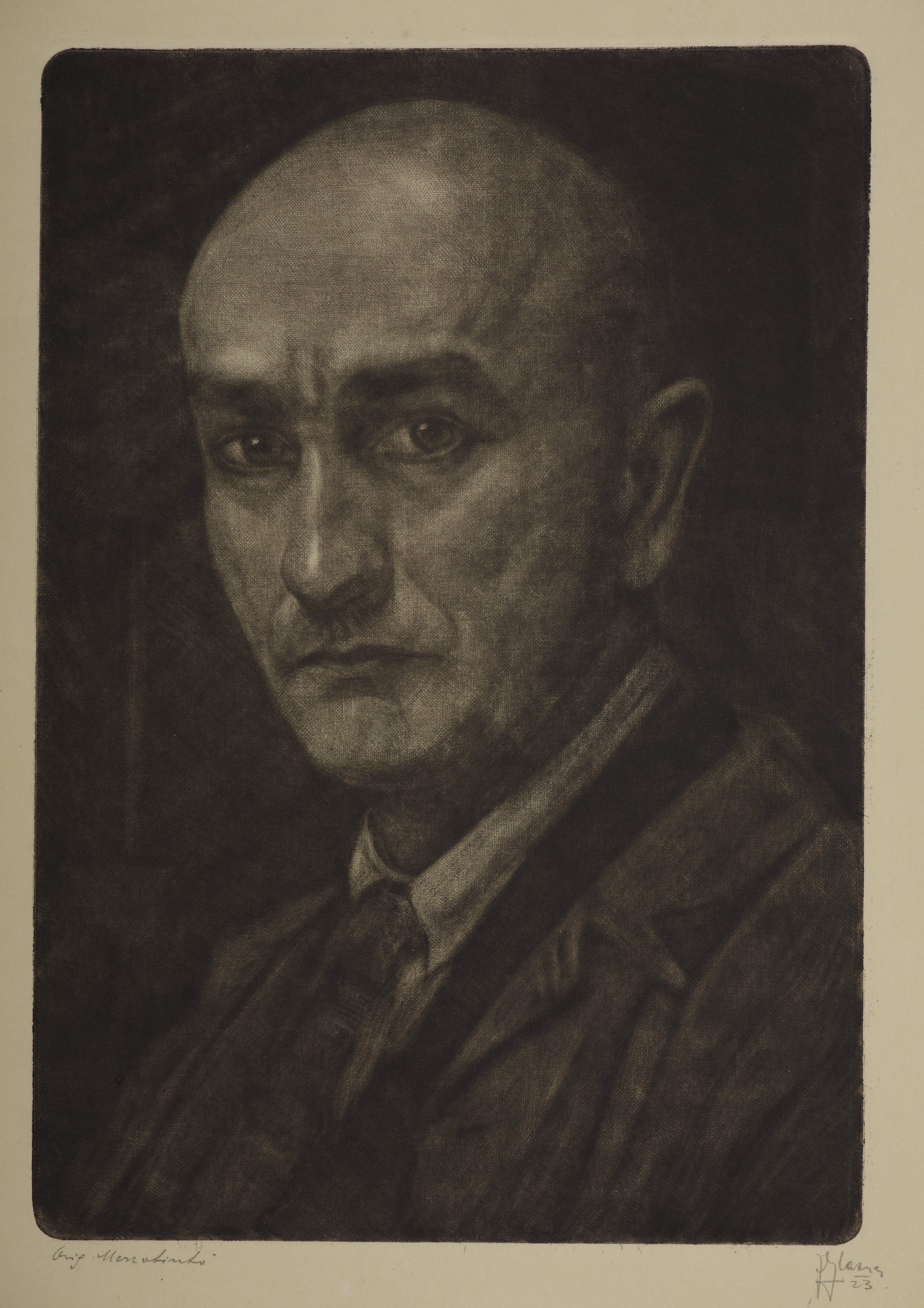
Jakob Glasner 1923, Selbstporträt, 27 × 19 cm, Mezzotinto auf Papier

Jakob Glasner, auch Jakub Glasner (* 6. April 1879 bei Nowy Targ; † 1942 im Ghetto Lemberg oder im  Zwangsarbeitslager Lemberg-Janowska) war ein polnischer Maler, Zeichner und Grafiker.

## Leben und Werk

### Schule und Studium

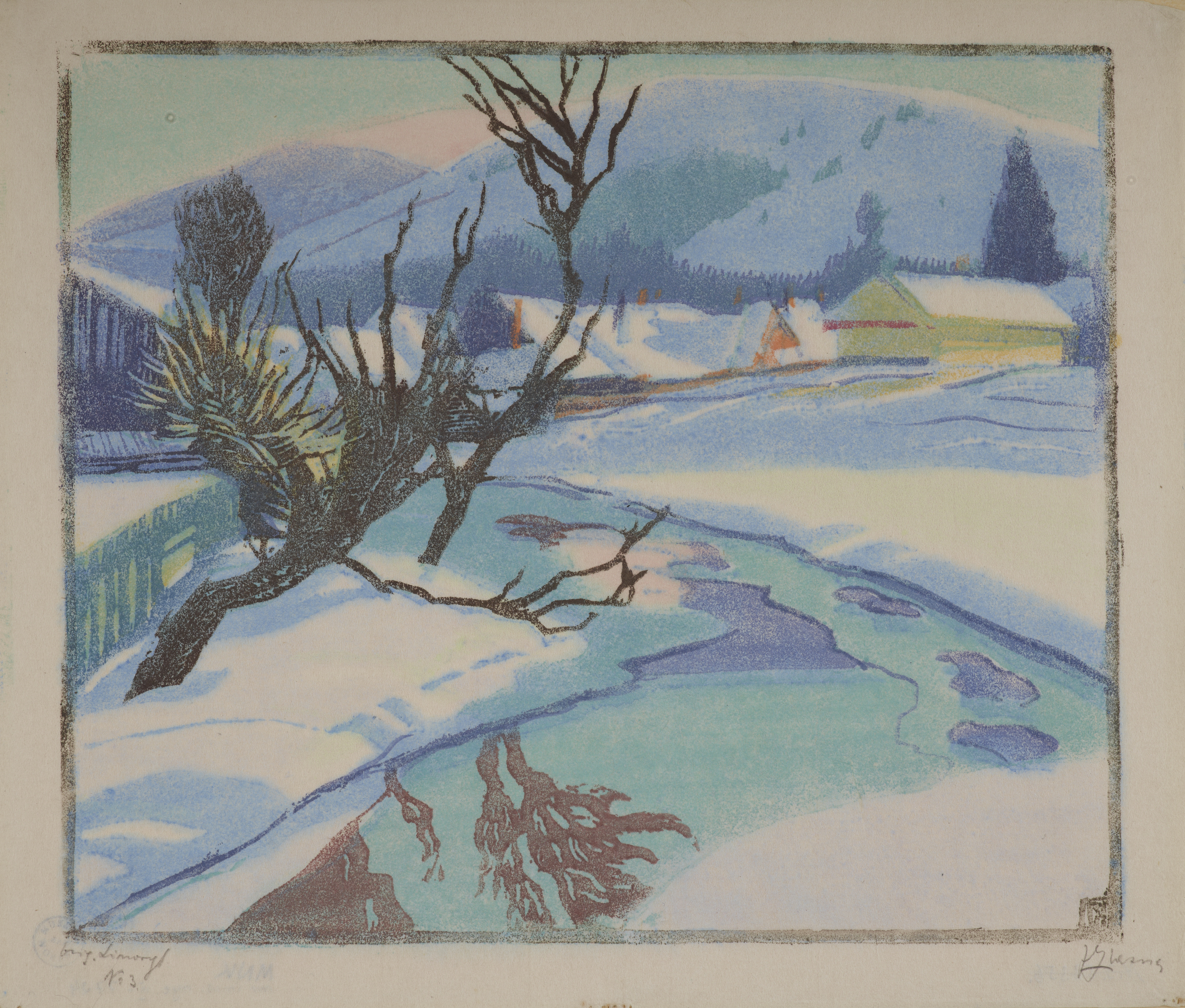
Jakob Glasner: Winterlandschaft 1935, FarblLinolschnitt, 23 × 27 cm, Nationalmuseum Krakau

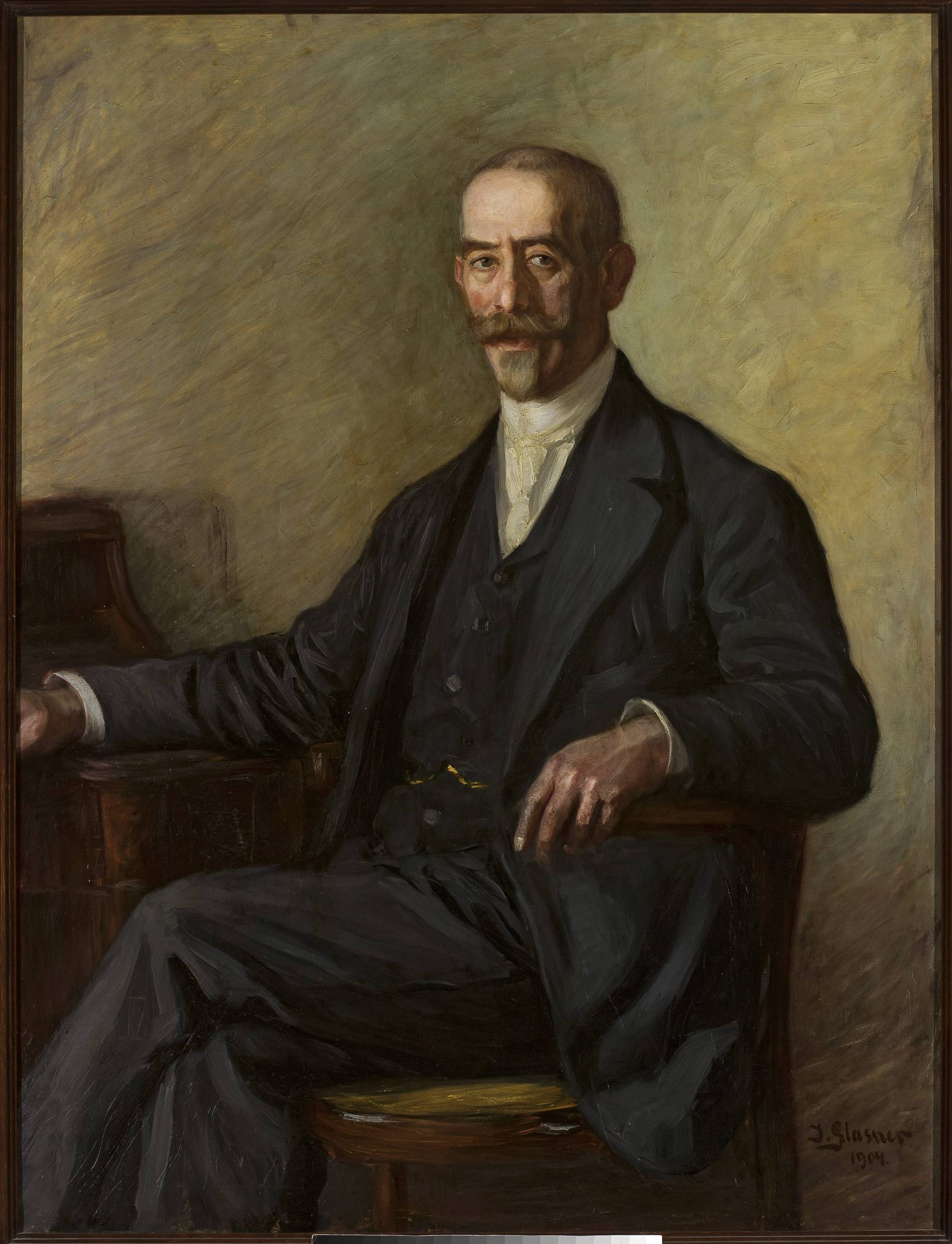
Jakob Glasner: Porträt eines alten Mannes 1904, 125 × 96 cm, Öl auf Leinwand, Nationalmuseum Warschau

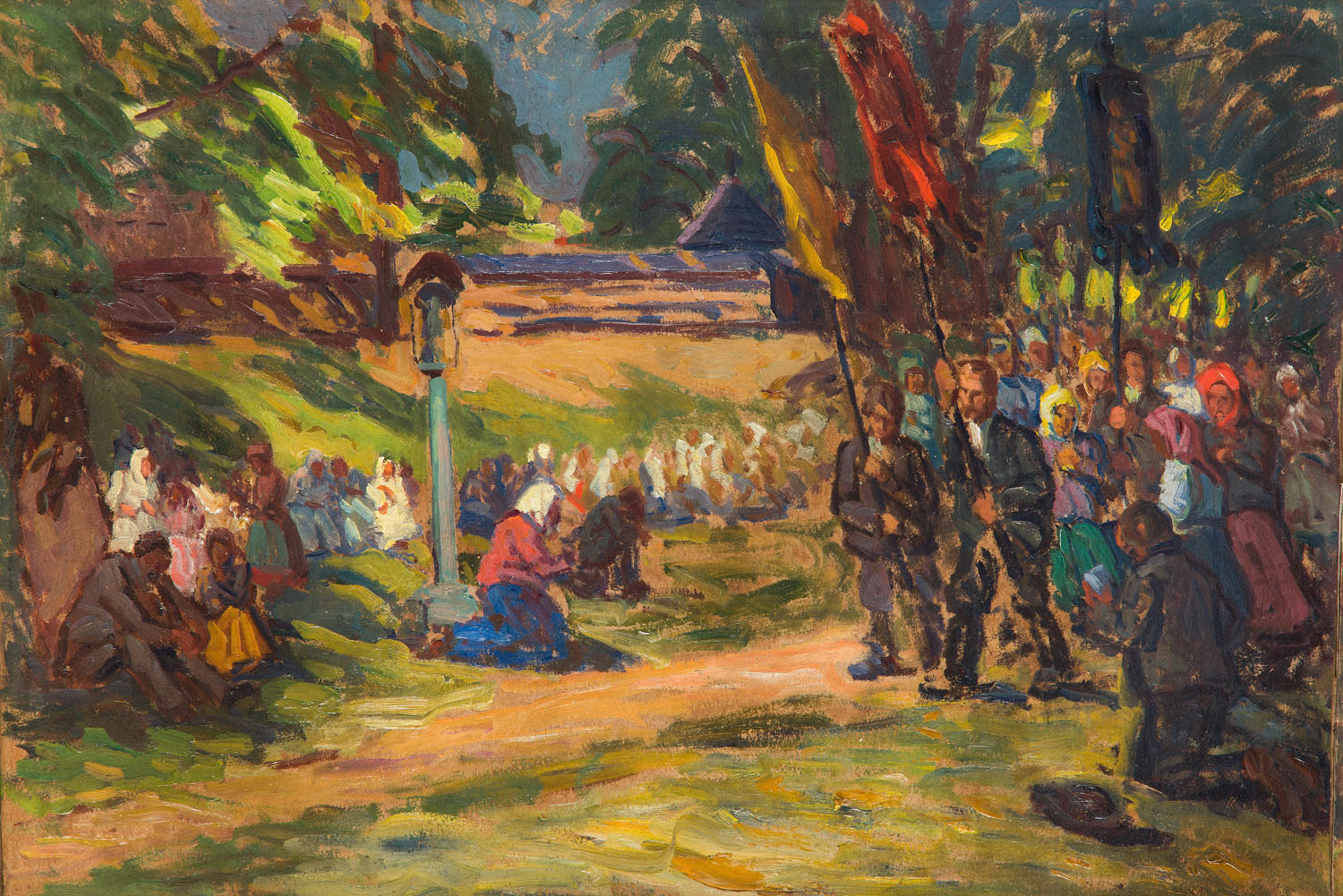
Jakob Glasner: Prozession in Bystra 1938, 45 × 66 cm, Öl auf Karton

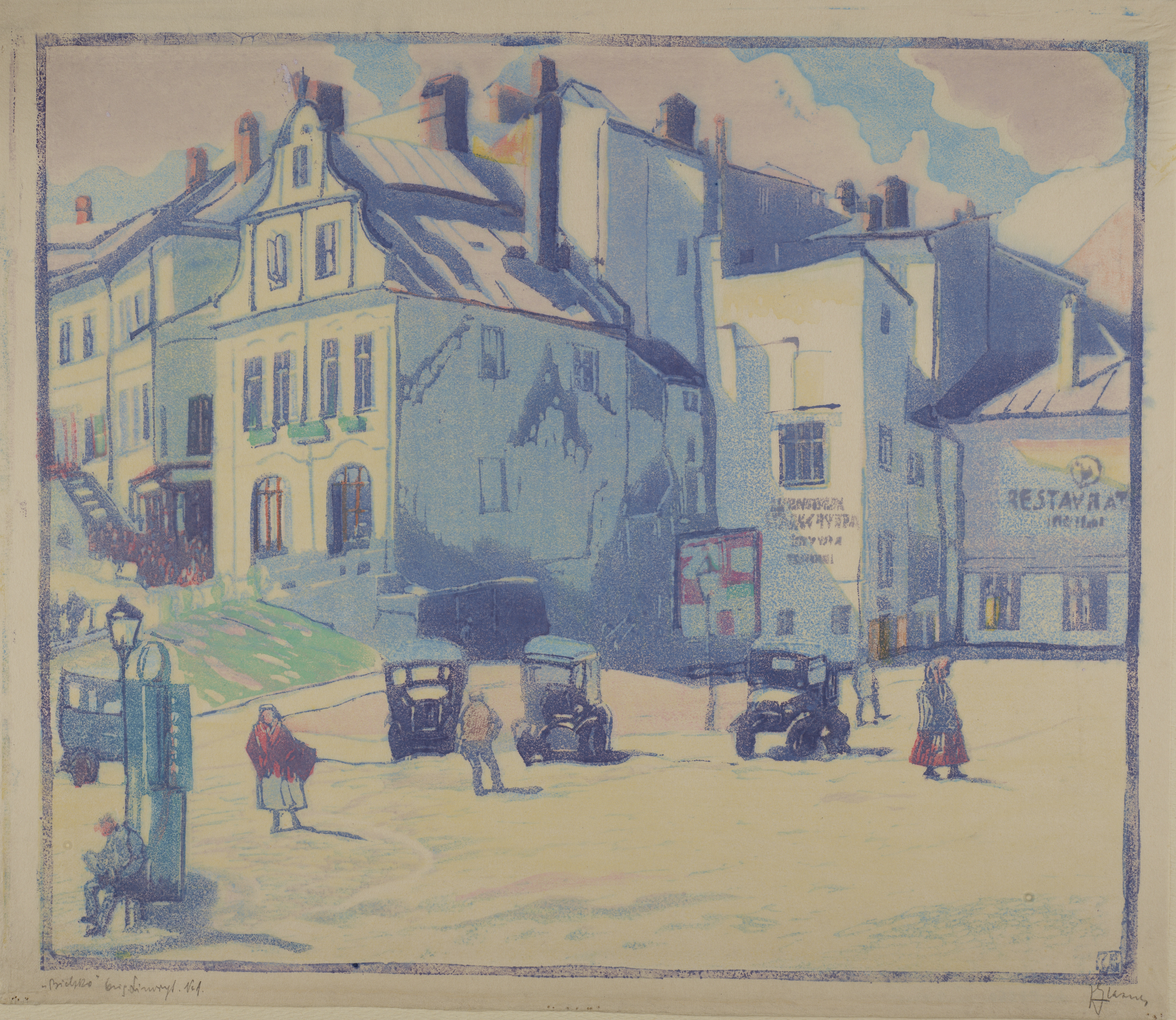
Jakob Glasner: Platz in Bielsko 1928, 38 × 44 cm, Farblinolschnitt, Nationalmuseum Krakau

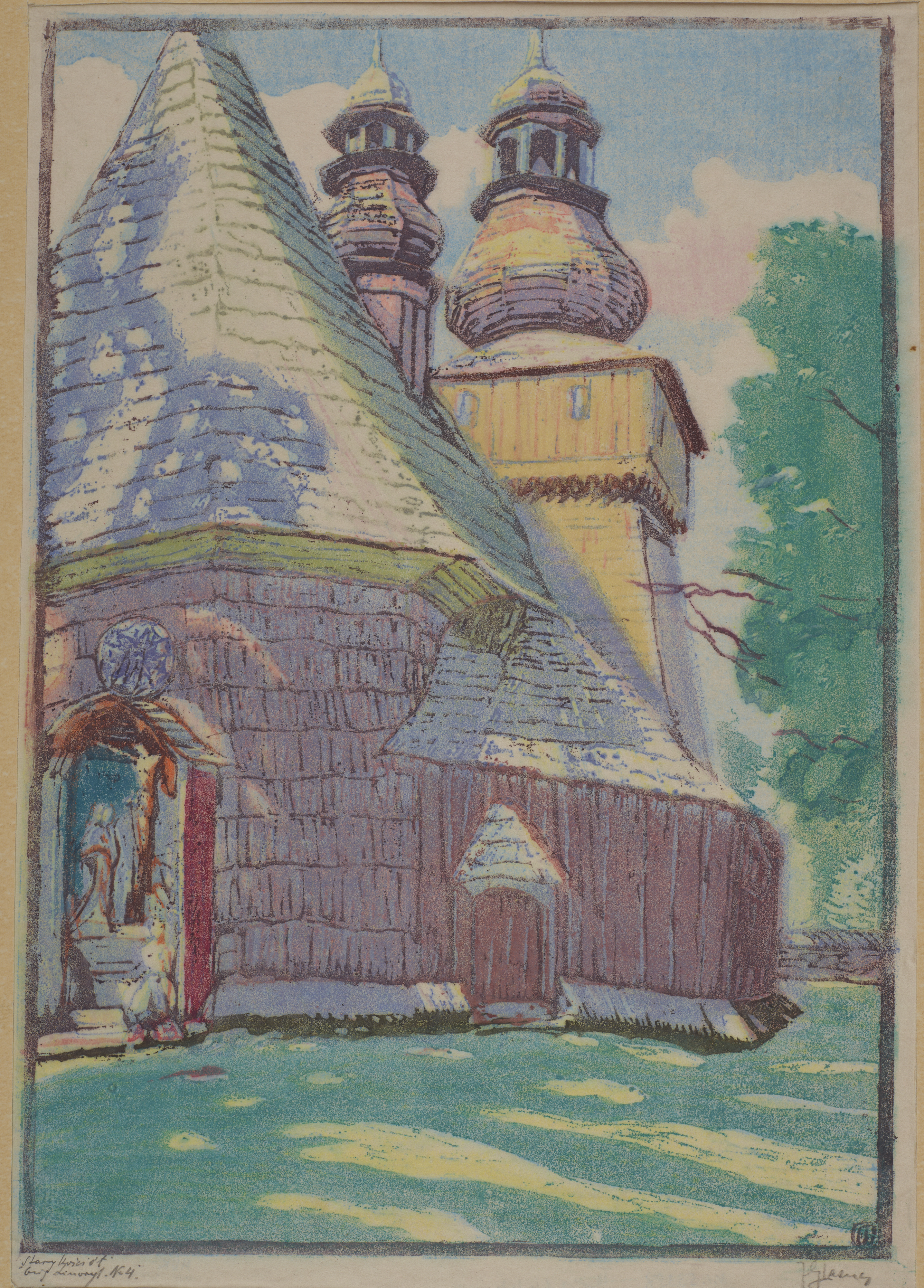
Jakob Glasner: Die Alte Kirche 1934, 41 × 30 cm, Farblinolschnitt, Nationalmuseum Krakau

Jakob Glasner wurde am 6. April 1879 in eine große jüdische Familie geboren. Er hatte zwei Brüder und sechs Schwestern. Sein Vater Samuel und seine Mutter Jenta führten in Rdzawka, einem kleinen Dorf bei Nowy Targ im ehemaligen Oberschlesien, das damals zur Doppelmonarchie Österreich-Ungarn gehörte, ein Gasthaus. Als jüngster Sohn in einer armen Familie aufgewachsen, hatte er kein leichtes Leben, zeigte aber schon früh Interesse an Kunst. Er verbrachte seine Tage damit, durch die umliegenden Hügel, Wälder und Felder zu wandern und seine ersten Zeichnungen zu erstellen.
Ende des 19. Jahrhunderts zog die Familie nach Bielsko-Biala. Ab 1904 war sein Vater Samuel Besitzer eines Gasthauses in der Ulica Josefsplatz und ein bekannter Weinhändler. Jakob besuchte die jüdische Schule im Stadtteil Bielsko und begann nach dem Ende der letzten Klasse im Holzbetrieb seines Onkels zu arbeiten. Mit dem dort verdienten Geld konnte er Zeichenunterricht nehmen und verbrachte seine Freizeit mit dem Malen von Landschaften. Auf Betreiben seines Zeichenlehrers kündigte er seine Arbeitsstelle und ging nach Wien.
1901 wurde er in die  Kaiserliche Akademie der Künste in Wien aufgenommen. Nach zwei Jahren zog er nach Krakau, wo er bei Teodor Axentowicz studierte. Er besuchte auch das Atelier des Landschaftsmalers Jan Stanisławski und traf 1902 Julian Fałat, den damaligen Rektor der Akademie und seinen späteren Freund.

### Auslandsreisen
1905 ging Jakob Glasner nach Paris, wo er an den Malkursen von Lucien Simon teilnahm, dem Leiter der Bretonischen Malschule. Dort lernte er den Schweizer Zeichner, Kupferstecher und Lithografen Théophile Alexandre Steinlen kennen, bei dem er die druckgrafischen Techniken erlernte. Die älteste bekannte Lithografie Glasners, Porträt einer Frau mit Hut, entstand in Paris. Nach einem einjährigen Aufenthalt in Frankreich kehrte er nach Bielitz zurück, wo er bei seinem ältesten Bruder Adolf, dem Inhaber einer Handelsvertretung, lebte. Im Jahre 1905 machte Glasner auch eine Reise nach Venedig. Im Mai 1907 wurde er von der Krakauer Gesellschaft polnischer Künstler Sztuka, der damals die besten polnischen Künstler angehörten, zur Teilnahme an einer gemeinsamen Ausstellung eingeladen.
1908 unternahm er eine weitere Auslandsreise nach Italien. Die meiste Zeit verbrachte er in Florenz, wo er viele interessante Landschaften malte, die 1909 auf der Kunstausstellung in Krakau gezeigt wurden. Zwischen 1909 und 1914 lebt Glasner in Berlin, wo er auch Max Liebermann kennenlernte. 1910 stellte er bei der Großen Berliner Kunstausstellung aus. 1914 nahm er in Warschau im Rahmen einer Grafikschau an einem von dem polnischen Industriellen Henryk Grohmann veranstalteten Wettbewerb teil, der organisiert wurde von der Gesellschaft für Graphik in Warschau. In diesem Wettbewerb präsentierte Glasner sechs Farbholzschnitte und drei Lithografien.

### Erster Weltkrieg und Zwischenkriegszeit
Während des Ersten Weltkriegs war er Offizier in der österreichisch-ungarischen Armee. Als offizieller „Kriegsmaler“ und Mitglied des Kriegspressequartiers fertigte er mehr als 200 Zeichnungen und Aquarelle an, die das Leben an der Front, Soldatenporträts und Kriegszerstörungen zeigen. Allerdings sind nur wenige dieser Werke bekannt, wie z. B. Die Ruinen von Czikszeredy, ein Aquarell aus dem Jahr 1916, in der Sammlung des Bezirksmuseums in Bielsko-Biała.
Zurück in Bielsko, beteiligte er sich aktiv am künstlerischen Leben. Sein Atelier wurde zum Treffpunkt der kulturellen und industriellen Elite der Stadt. Er spendete Almosen, unterstützte Arbeitslose und Kinder aus ärmlichen Verhältnissen. Hier freundete er sich auch mit Julian Fałat an, den er bereits während des Studiums in Krakau kennengelernt hatte und sich im nahen  Bystra Śląska niedergelassen hat. In dieser Zeit bereiste Glasner Italien, Holland, die Schweiz, Deutschland und Österreich. Wie bereits früher, fuhr er wiederholt nach Krakau, in die Tatra, zu Ortschaften in den Beskiden und der Umgebung von Lemberg.
In Bielitz fand Jakob Glasner nicht nur seinen Wohnort und seine Arbeitsstätte. Der große Kreis intellektueller Kunstfreunde, sowie die Sympathie und Anerkennung, die er in der jüdischen Gesellschaft fand, boten ihm einen wertvollen Rahmen für sein künstlerisches Schaffen. Otto Schneid, Kunsthistoriker und Mitarbeiter des Jüdischen Volksblattes widmete dem Schaffen von Jakob Glasner viele glänzende Beiträge in dieser Bielitzer zionistischen Wochenschrift, die das jüdische Publikum seiner Tätigkeit näher brachte und sie mit großem Wohlwollen begleitete. Otto Schneid bezeichnete Jakob Glasner als „Sänger der Beskiden, der Tatra und der Steirischen Berge“.

### Zweiter Weltkrieg und Internierung
Nach dem Einmarsch der deutschen Wehrmacht in Polen, am 1. September 1939, flüchtete Glasner Richtung Osten, in das von der Sowjetunion besetzte Lemberg, wo er unter dem Decknamen „Libidowski“ lebte und bis zur Einnahme von Lemberg durch die deutschen Invasoren auch weiterhin schöpferisch tätig war. So beteiligte er sich um die Jahreswende 1940/41 an einer Wanderausstellung, die unter anderem in Charkiw, Kiew und Moskau gezeigt wurde.
Die Situation änderte sich dramatisch, als die Deutschen im Sommer 1941 in Lemberg einmarschierten. Wahrscheinlich wurde Glasner damals zunächst im Ghetto interniert. Die genauen Umstände seines Todes sind unklar. Eine Version besagt, dass er nach der Auflösung des Ghettos im Jahr 1942 an Hunger und Erschöpfung starb, während er sich vor den Nazis versteckte. Eine andere, dass er im deutschen Zwangsarbeitslager Lemberg-Janowska von der SS ermordet wurde.

## Künstlerische Rezeption
In seinen Gemälden verwendete er Öl, Aquarelle und Pastelle. Zunächst waren das Hauptthema Winterlandschaften, die oft von einem Bach durchschnitten werden. Jakob Glasner war vor allem ein Landschaftsmaler, wenngleich er mit Genreszenen begonnen hatte. Ab der Rückkehr aus Paris malte er, vor allem in Öl, stimmungsvolle Landschaften der Tatra, der Beskiden, der Gegend um Lemberg sowie der meisten von ihm im Ausland bereisten Orte, für die ein begrenztes Farbspektrum und dekorativ behandelte Formen charakteristisch sind. Häufig zeigte er durch verschneite Wälder führende Flussläufe.
Später stellte er auch Frühlings- und Sommerlandschaften dar. Mitunter bearbeitete er mehrmals dasselbe oder ein ähnliches Motiv, experimentierte mit der Komposition, den Farben und der Faktur, oder registrierte vom Licht beeinflusste Veränderungen in der Natur. Das subtile, grau-weiße Kolorit seiner Bilder belebte und hellte sich nach 1918 auf. Anstelle der ziemlich begrenzt gewählten Bildausschnitte traten Pleinairstudien mit weitem Horizont oder Landschaften mit kontrastierenden Bildebenen der Nähe und der Ferne. In dieser Schaffensphase malte er häufiger als früher in Aquarell und bezog – ähnlich wie Julian Fałat – die Farbe des Papiers als eigenständigen Ton in das Kolorit ein.
Neben den Landschaften und den etwas selteneren Stadtansichten – auch von Auslandsreisen – malte Glasner darüber hinaus Porträts, die eine wichtige Einnahmequelle darstellten, sowie sporadisch auch Stillleben. Jüdische Themen waren in seinen Werken marginal, obwohl er auch Ansichten von Synagogen malte und zeichnete. Die gleichen Themen behandelte er auch in der Graphik. Hier stellte er jedoch häufiger als in der Malerei Architekturansichten und kunsthistorisch bedeutsame Interieurs dar. Glasner fertigte auch Holz- und Linolschnitte, Metallstiche sowie Lithographien an. Überwiegend druckte er selbst in kleinen Auflagen. In den graphischen Blättern aus der Zwischenkriegszeit des 20. Jahrhunderts gelangte er von einem für das frühe Schaffen typisch breiten Spektrum intensiver Farben zu einem mehr subtilen und ausgewogenen Kolorit. Der Umgang mit den Farbtönen in der Graphik erinnert an die Aquarelle, die auch häufig Ausgangspunkt seiner Holzschnitte oder Lithographien sind.

## Werke (Auswahl)
- 1904 Porträt eines Mannes, Öl auf Leinwand, Nationalmuseum in Warschau
- 1918 Stilleben mit Porzellanfigürchen, Öl auf Pappe
- 1920 Damenbildnis mit Stola, Pastell
- 1935 Porträt eines Alten, Öl auf Pappe
- 1912 Interieur des Dominikanerkloster in Podkamień, Farblinolschnitt
- 1927 Interieur der Markuskirche in Venedig, Farblinolschnitt

## Ausstellungen

### Einzelausstellungen
- 1923 Warschau, TZSP (Gesellschaft zur Förderung der Schönen Künste)
- 1924 Lodz, Miejska Galerie Sztuki (Graphik)
- 1929 Bielsko, Israelitische Kultusgemeinde
- 1937 Lwów, TPSP (Gesellschaft der Freunde der Schönen Künste)

### Gemeinschaftsausstellungen
- 1906 Wiener Secession
- 1908 '10, '11, Wien, Hagenbund
- 1909–14, '18, '25–26, '36–37 Lemberg
- 1910 Berlin, '14, Große Kunstausstellung
- 1911 Berlin, Berliner Secession
- 1913 Krakau, Künstlerhaus, Polnischer Künstlerverband Sztuka
- 1913–14 Warschau, TZSP (Gesellschaft zur Förderung der Schönen Künste)
- 1914 Berlin, Haus der Künste
- 1922, '25 Zakopane
- 1926 Paris,  Salon des Indépendants und Galerie Intrée
- 1930 Krakau, Jüdische Kunstausstellung
- 1933–34 Den Haag, Amsterdam und andere holländische Städte, Paris, Warschau, Katowice: Wanderausstellung Krakauer Maler
- 1940–41 Charkov, Kiev, Moskau: Wanderausstellung Graphik